# Markgrafenpark

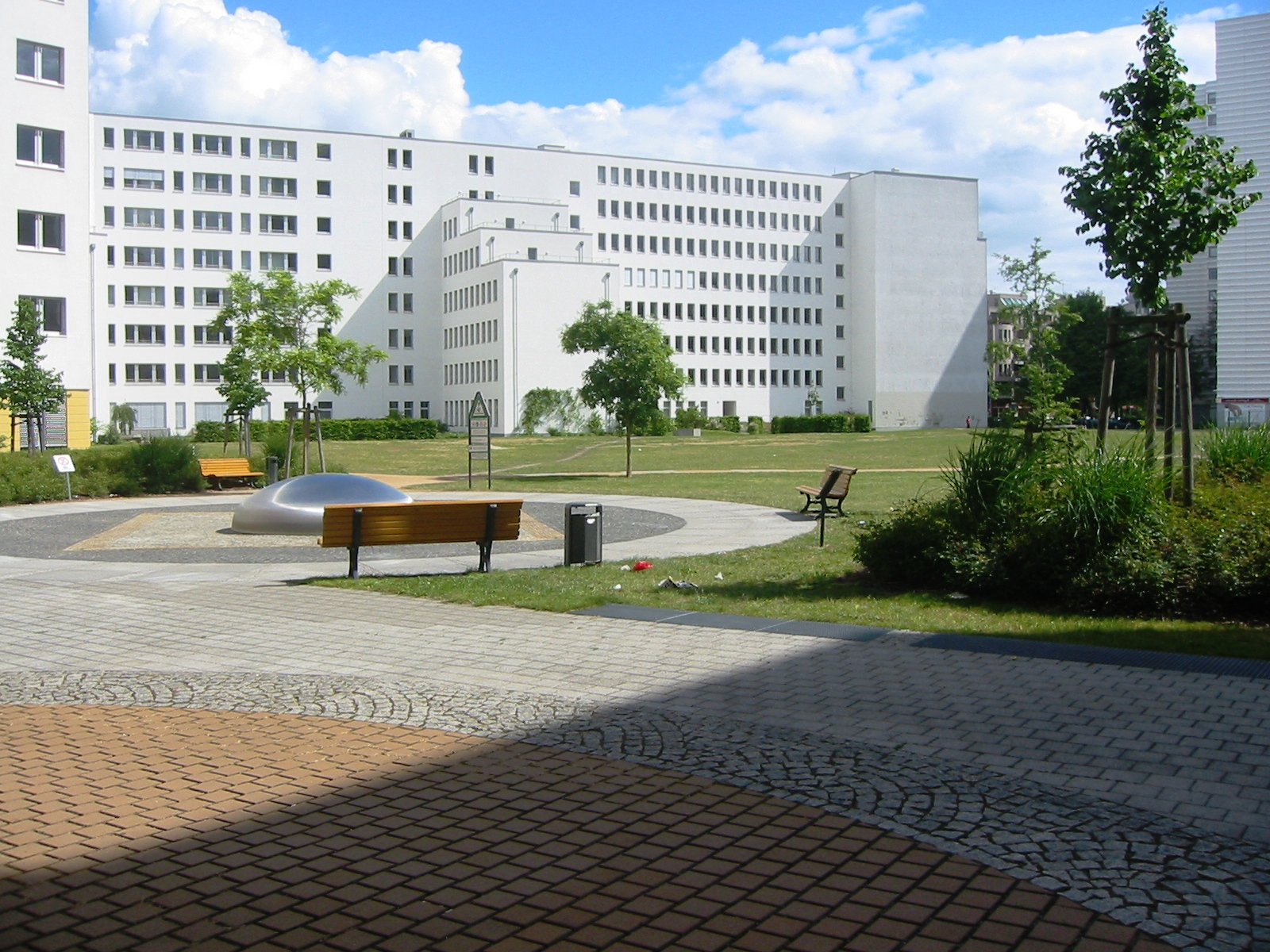
Markgrafenpark in Berlin-Kreuzberg

Der Markgrafenpark war eine Parkanlage im Berliner Ortsteil Kreuzberg im Straßenkarree der Lindenstraße, der Markgrafenstraße und der heutigen Rudi-Dutschke-Straße. Er wurde nach dem Markgrafen Philipp Wilhelm von Brandenburg-Schwedt benannt, der an der Markgrafenstraße ein Palais besaß. Spätestens 2005 ist der Park zu einem Gebäude-Ensemble mit einem geringen Grünflächenanteil geworden.

## Geschichte
Nach dem Zweiten Weltkrieg war die Gegend in der Südlichen Friedrichstadt stark zerstört und erhielt erst durch die Internationale Bauausstellung 1984 neue Impulse. In dieser Zeit entstanden an der Lindenstraße mehrere Mietshäuser in klassischer Berliner Blockrandbebauung. Auf der rund 5.000 m² großen Fläche sollte ein Blockpark entstehen, der einen Spielplatz sowie eine geplante Betriebserweiterung der Axel Springer AG beinhaltete. Der bestehende Parkplatz des Axel-Springer-Hochhauses sollte dabei in ein Parkhaus umgebaut werden. Eine Zufahrt war über die Junkerstraße möglich, die seinerzeit als Verlängerung der Ritterstraße die Markgrafenstraße verknüpfte. Dadurch wollte man erreichen, dass eine „bauliche Neuordnung flächenintensiver Autoabstellplätze im Innenstadtbereich“ erzielt wird. Das Projekt wurde jedoch nicht realisiert, da die Mittel in der Investitionsplanung des Landes Berlin für die Jahre 1986–1990 fehlten.

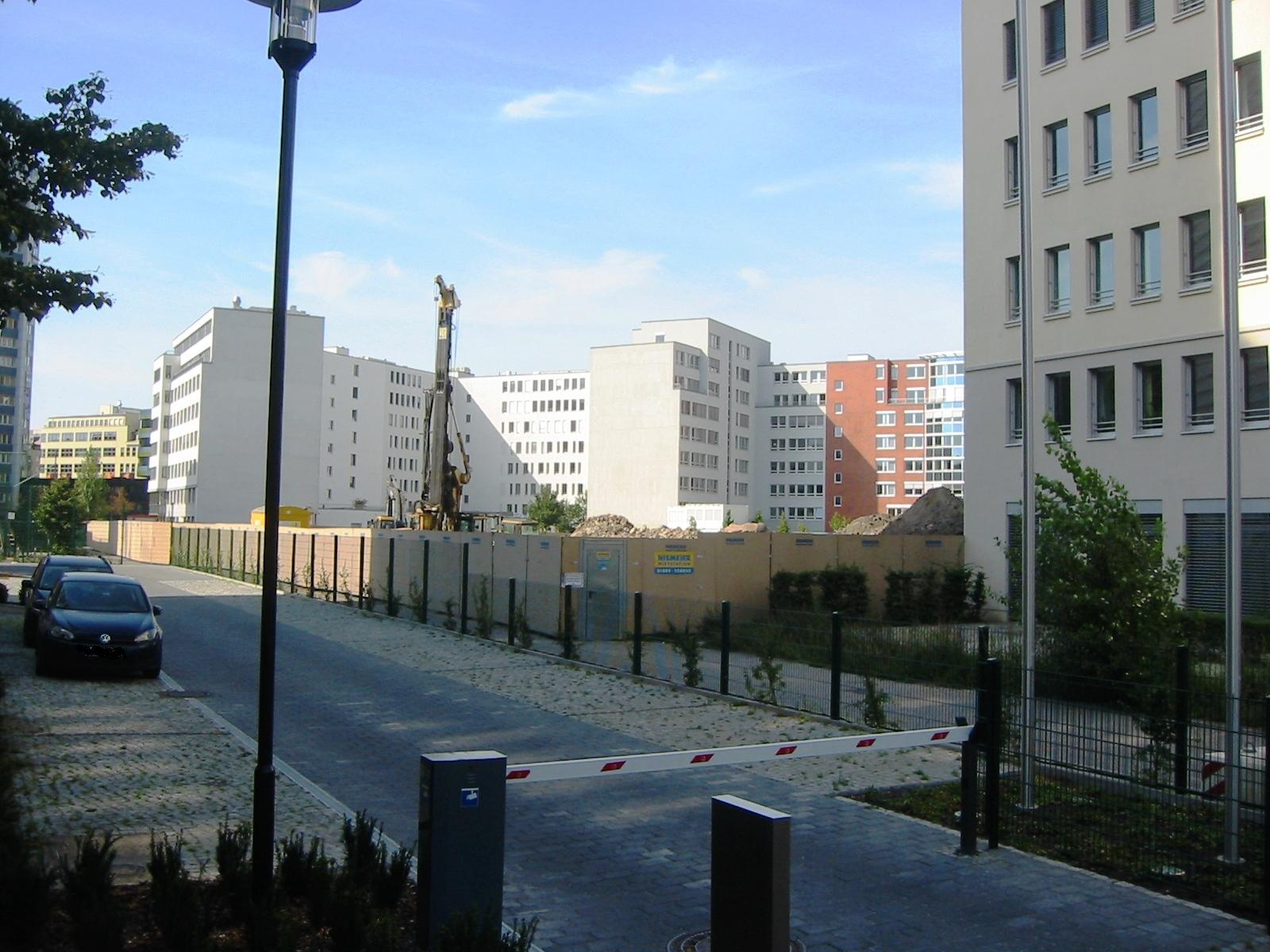
Bauarbeiten am Markgrafenpark, September 2011

Der Park wurde im Zuge eines Bauvorhabens Am Markgrafenpark fast vollständig bebaut. Geplant waren insgesamt 17 Gebäude mit einer Brutto-Grundfläche von ca. 82.000 m². Der erste Bauabschnitt wurde 2003 fertiggestellt, der dritte Bauabschnitt zunächst nicht realisiert. Ab Juli 2011 begannen die Arbeiten zur Fertigstellung der beiden südlichen Gebäudeblocks.
Die ehemalige Junkerstraße ist heute nur noch für Fußgänger und Radfahrer passierbar.